# Lloyd Shapley
Lloyd Stowell Shapley (sinh 2 tháng 6 năm 1923, mất 12 tháng 3 năm 2016) là một nhà toán học và kinh tế học người Mỹ. Ông là Giáo sư danh dự tại đại học California, Los Angeles, liên kết với các khoa Toán học và Kinh tế. Ông đã đóng góp vào các lĩnh vực kinh tế toán học và đặc biệt là lý thuyết trò chơi. Kể từ các nghiên cứu của von Neumann và Morgenstern trong năm 1940, Lloyd Shapley đã được nhiều chuyên gia xem là hiện thân của lý thuyết trò chơi. Cùng với Alvin Roth, Lloyd Shapley đã giành giải Nobel Kinh tế với công trình nghiên cứu Lý thuyết phân phối ổn định và thực tiễn về tạo lập thị trường.

## Tiểu sử
Lloyd Shapley sinh ra vào ngày 2 tháng 6 năm 1923, ở Cambridge, Massachusetts, một trong các con trai của nhà thiên văn học Harlow Shapley. Lúc Lloyd Shapley đang là sinh viên đại học Harvard thì phải nhập ngũ vào năm 1943, và trong cùng một năm, là trung sĩ không quân ở Thành Đô, Trung Quốc, ông đã được tặng Ngôi sao đồng do có công trong việc giải mật mã thời tiết của Liên Xô. Sau chiến tranh, ông trở về Harvard và tốt nghiệp với một A.B. ngành toán học vào năm 1948. Sau khi làm việc một năm tại RAND Corporation, ông đã đi đến đại học Princeton, nơi ông nhận bằng tiến sĩ vào năm 1953. Luận án của ông và nghiên cứu sau tiến sĩ tiếp tục ý tưởng của Francis Ysidro Edgeworth giới thiệu các giá trị Shapley và giải pháp cốt lõi của khái niệm trong lý thuyết trò chơi. Sau khi tốt nghiệp, ông vẫn tại Princeton trong một thời gian ngắn trước khi trở lại RAND Corporation từ 1954 đến 1981. Từ năm 1981, ông đã làm giáo sư tại đại học UCLA.

## Tác phẩm nổi tiếng
- A Value for n-person Games [1953], In Contributions to the Theory of Games volume II, H.W. Kuhn and A.W. Tucker (eds.).
- Stochastic Games [1953], Proceedings of National Academy of Science Vol. 39, các trang 1095–1100.
- A Method for Evaluating the Distribution of Power in a Committee System [1954] (with Martin Shubik), American Political Science Review Vol. 48, pp. 787–792.
- College Admissions and the Stability of Marriage [1962] (with David Gale), The American Mathematical Monthly Vol. 69, pp. 9–15.
- Simple Games: An Outline of the Descriptive Theory [1962], Behavioral Science Vol. 7, pp. 59–66.
- On Balanced Sets and Cores [1967], Naval Research Logistics Quarterly Vol. 14, pp. 453–460.
- On Market Games [1969] (with Martin Shubik), Journal of Economic Theory Vol. 1, pp. 9–25.
- Utility Comparison and the Theory of Games [1969], La Decision, pp. 251–263.
- Cores of Convex Games [1971] International Journal of Game Theory Vol. 1, pp. 11–26.
- The Assignment Game I: The Core [1971] (with Martin Shubik), International Journal of Game Theory Vol. 1, pp. 111–130.
- Values of Non-Atomic Games [1974] (with Robert Aumann), Princeton University Press.
- Mathematical Properties of the Banzhaf Power Index [1979] (with Pradeep Dubey), Mathematics of Operations Research Vol. 4, pp. 99–132.
- Long-Term Competition – A Game-Theoretic Analysis [1994] (with Robert Aumann), In Essays in Game Theory: In Honor of Michael Maschler Nimrod Megiddo (ed.), Springer-Verlag.
- Potential Games [1996] (with Dov Monderer), Games and Economic Behavior Vol. 14, pp. 124–143.
- On Authority Distributions in Organizations [2003] (with X. Hu), Games and Economic Behavior Vol. 45, pp. 132–152, 153–170.
- Multiperson Utility [2008] (with Manel Baucells). Games and Economic Behavior Vol. 62, pp. 329–347.